# Beniel
Beniel es un municipio español de la Región de Murcia (España) situado en la comarca de la Huerta de Murcia, formando parte del área metropolitana de Murcia, considerada área urbana por el Ministerio de Transportes. Cuenta con una población total de 11.535 habitantes (INE 2024) y una extensión de 10,06 km².

## Historia

### Beniel en tiempos del dominio árabe
La historia de Beniel se remonta a los tiempos de la dominación árabe, cuando la zona murciana fue colonizada por estos. Nos situamos pues en los siglos IX y X. 
En este contexto, Tribus poderosas que controlaban la Cora de Tudmir se sintieron atraídas y se asentaron en la zona.
Murcia fue invadida por los musulmanes durante los años 711 y 712, cuando Don Rodrigo fue derrotado en la batalla de Guadalete frente al califato Omeya, poniendo fin al estado visigodo de la península ibérica. Pero posteriormente, Teodomiro consiguió pactar con el invasor Abdalaziz para que le concediera a la zona, llamada Tudmir, cierta autonomía.
Para conocer la procedencia de los primeros habitantes musulmanes de Beniel es necesario saber los acontecimientos militares de la época, desde la conquista del reino visigodo en el año 711 hasta la colonización de toda la vega del Segura, tras la fundación de Murcia.

#### Caída del reino visigodo e invasión musulmana
La crisis en el reino visigodo debido a las rivalidades entre nobles y monarcas visigodos, entre otras causas, dio a la península una situación de inestabilidad, lo que favoreció a los musulmanes para invadir el territorio. En el 711, cuando muere Don Rodrigo, el reino visigodo desaparece por completo. Al año siguiente, Muza desembarca en Algeciras y, atacando y ocupando grandes plazas de Andalucía, consigue la conquista de Sevilla, mientras Abdalaziz, hijo de Muza, consigue los territorios de Mediodía y Levante.
En el año 713, Abdaliziz se dirigió a la zona oriental de la Península donde se enfrentó a Teodomiro, duque de una provincia con capital en Orihuela, y cuentan que en esta provincia este último concertó con Abdalaziz el tratado de Tudmir en abril de ese mismo año. Gracias a este pacto, Teodomiro gobernó los territorios desde Lorca hasta Valencia y los visigodos conservaron sus bienes, pagando el Erario musulmán. A cambio de esto, Teodomiro entregó a los musulmanes 7 de sus ciudades, prometió no colaborar con sus enemigos y aceptó entregar parte de las rentas que recibía como señal de sometimiento a las autoridades islámicas.
Bernal Segura expresa que fue en Beniel donde se celebró este pacto.

#### Formación de la huerta murciana
La situación geográfica de la  Cora de Tudmir  ayudó a que tribus árabes y bereberes, entre otras, se asentaran allí.
Son muchos los historiadores que aportan información sobre la huerta murciana, pero es Sánchez Albornoz quien considera que las primeras noticias medievales de la huerta murciana se encuentra en el pacto de Tudmir. Es por esto por lo que observando la cultura, las costumbres y la toponimia de Murcia, se puede percibir la influencia musulmana.

#### Fundación de Murcia
A principios del siglo IX, la Cora de Tudmir estaba pasando por una época de inestabilidad debido a las acusaciones de yemeníes y muladíes que la poblaban, y Abderramán II, para acabar con esas revueltas creó la ciudad de Murcia en el centro de la Vega y trasladó los órganos administrativos y políticos musulmanes a la nueva capital. Desde entonces, los grupos musulmanes, que habían sido divididos desde la conquista, se unificaron.
Tras la creación de la ciudad, la vega se va agrandando. Con el tiempo van naciendo las pequeñas aldeas o alquerías, dedicadas a actividades agropecuarias y cohesionadas, social y políticamente, mediante fuertes lazos de parentesco.

#### Tribus o familias colonizadoras. Beniel
La huerta murciana se formó por pequeñas alquerías, de las cuales, muchas de ellas se han convertido, con el paso del tiempo, en los actuales pueblos de la Región de Murcia, conservando su antiguo nombre musulmán ( Alquerías, Alcantarilla, Alguazas, Beniel, Beniaján, Zeneta, Beniscornia, Albudeite, Alhama de Murcia etc.) Martínez Manzano también defiende esta idea con ejemplos como: Banu seguido de un nombre personal ( Beniel) o, tribal (Zeneta).
Beniel nació tras la creación de Murcia, cuando este pueblo fue colonizado por la tribu africana de los Banu Yahyá. Por otro lado, Díaz Cassou señala que Beniel es la formación de Beni con otro nombre , que sería el del jefe de la tribu y añade que las continuaciones de las acequias tienen nombres propios de las tribus : Beni Afiel ( Beniel), en el fondo y parte baja del valle.

#### Extensión de la huerta de Murcia
A finales de la dominación árabe en la Región de Murcia, su huerta se fue expandiendo desde Alcantarilla y La Ñora hasta Beniel. El llano de Brujas fue el lugar más ocupado y cultivado y el resto fue colonizado poco a poco entre los siglos XI y XII con una población poco densa, ya que estos pueblos quedarían situados junto a las acequias, dejando vacíos de aguas estancadas, principalmente en Alquerías, Benicomay, Zeneta y Beniel.

## Geografía
Beniel se encuentra a 15 km de Murcia y a 7 km de Orihuela, localizada en plena vega del Segura (río que bordea la población por el norte), a una altitud de 28 metros sobre el nivel del mar. La extensión del municipio es de 10 km². Su clima es el típico del sur del mediterráneo, semiárido y con pocas precipitaciones (296 mm) . Sus pedanías son La Basca, El Mojón y El Raiguero - La Villa.

### Municipios limítrofes
Limita con los siguientes municipios:
- Murcia, dentro de la Región de Murcia
- Orihuela, en la provincia de Alicante de la Comunidad Valenciana.

Localidades limítrofes
|                           | Norte: Murcia (El Raal) |                                                |
| Oeste: Murcia (Alquerías) |                         | Este: Orihuela (Los Desamparados y Las Norias) |
|                           | Sur: Murcia (Zeneta)    |                                                |

## Geografía humana

### Demografía
Cuenta con una población de 11 535 habitantes (INE 2024).
| Gráfica de evolución demográfica de Beniel entre 1842 y 2021                                                          |
| |
| Población de derecho según los censos de población del INE. Población de hecho según los censos de población del INE. |

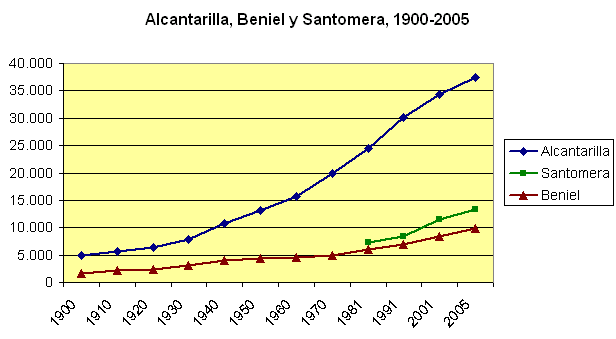
Cuadro 1.

En el cuadro 1 puede verse la evolución demográfica de Beniel (línea granate) en el contexto de los municipios de la Huerta de Murcia (excluida la capital). La tendencia es de crecimiento, con moderación en los años centrales del siglo.

### Transportes

#### Por carretera
Las principales carreteras son la CV-915 y la RM-F7; que comunican con el municipio de Orihuela y la Comunidad Valenciana, la RM-330, carretera comarcal que une con la pedanía murciana de Alquerías y la carretera autonómica RM-304, que une Zeneta con Santomera.

#### Tren
Beniel dispone de una estación de ferrocarril, la estación de Beniel, integrada en la red de Cercanías Murcia/Alicante, concretamente la línea C-1. Tiene servicios diarios a Murcia así como a Orihuela, Callosa de Segura, Elche y Alicante y servicios de Media Distancia con las anteriores además de Valencia y Zaragoza.

#### Avión
El aeropuerto más cercano a la localidad, Aeropuerto Internacional de la Región de Murcia, se encuentra a 40 km de la misma, seguido del Aeropuerto de Alicante a 58,2 km.

### Autobús
Beniel se encuentra incluida en el futuro área metropolitana de transporte, que combinará los servicios de autobús urbanos e interurbanos.
Por un lado, presta servicio la siguiente línea urbana de TMP Murciaː
| Línea | Recorrido                  | Recorrido                                                            | Recorrido                                                            |
| ----- | -------------------------- | -------------------------------------------------------------------- | -------------------------------------------------------------------- |
| 31    | Beniel - El Raal Alquerías | Santa Cruz - Llano de Brujas - Puente Tocinos - Murcia - C.C. Myrtea | Santa Cruz - Llano de Brujas - Puente Tocinos - Murcia - C.C. Myrtea |

Por otro lado, las líneas interurbanas se engloban dentro de la marca Movibus, el sistema de transporte público de la Región de Murcia (España), que incluye los servicios de autobús de titularidad autonómica. Las líneas de la concesión MUR-002 "Beniel - Santomera - Murcia" son operadas por Monbus.
| Línea | Recorrido                                                |
| ----- | -------------------------------------------------------- |
| 21B   | La Basca - Beniel - Orilla del Azarbe - Murcia           |
| 22A   | Beniel - Santomera - Campus de Espinardo - UCAM - Murcia |

## Ayuntamiento
| Legislatura | Nombre                                 | Grupo           |
| ----------- | -------------------------------------- | --------------- |
| 1979-1983   | Juan Saquero                           | UCD             |
| 1983-1987   | José Manzano Aldeguer                  | Alianza Popular |
| 1987-1991   | José Manzano Aldeguer                  | Alianza Popular |
| 1991-1995   | José Manzano Aldeguer                  | Partido Popular |
| 1995-1999   | José Manzano Aldeguer                  | Partido Popular |
| 1999-2003   | José Manzano Aldeguer Pedro Coll Tovar | Partido Popular |
| 2003-2007   | Pedro Coll Tovar                       | Partido Popular |
| 2007-2011   | Roberto García Navarro                 | PSRM-PSOE       |
| 2011-2015   | Roberto García Navarro                 | PSRM-PSOE       |
| 2015-2019   | María del Carmen Morales               | PSRM-PSOE       |
| 2019-2023   | María del Carmen Morales               | PSRM-PSOE       |
| 2023-       | María del Carmen Morales               | PSRM-PSOE       |

| Partido                   | 2023    | 2023       | 2019    | 2019       | 2015    | 2015       |
| Partido                   | % Votos | Concejales | % Votos | Concejales | % Votos | Concejales |
| Partido Socialista (PSOE) | 52,4%   | 9          | 52,47%  | 10         | 44,65%  | 8          |
| Partido Popular (PP)      | 38,32%  | 7          | 29,12%  | 5          | 33,09%  | 6          |
| Ciudadanos (C's)          | -       | -          | 9,52%   | 1          | 20,88%  | 3          |
| Vox (Vox)                 | 8,57%   | 1          | 6,44%   | 1          | -       | -          |

### Red Inalámbrica Municipal
Beniel es un pueblo pionero en cuanto a las telecomunicaciones ya que cuenta con una red inalámbrica municipal llamada Benielnet. Esta red resulta muy útil en el pueblo ya que permite la interconexión de las sedes municipales, permite desarrollar iniciativas de acceso a Internet en la calle de manera gratuita y permite ofrecer a los benielenses acceso a Internet inalámbrico desde sus hogares con tarifas reducidas. Actualmente la operadora que explota esta red es Iberfone.

## Sanidad
Beniel pertenece Área de Salud 7 del Servicio Murciano de Salud, definida la zona de influencia de Beniel la número 24. Su hospital de referencia es el Hospital General Universitario Reina Sofía de Murcia. 
Dispone de un centro de salud en la localidad. 

## Patrimonio
Religiosos

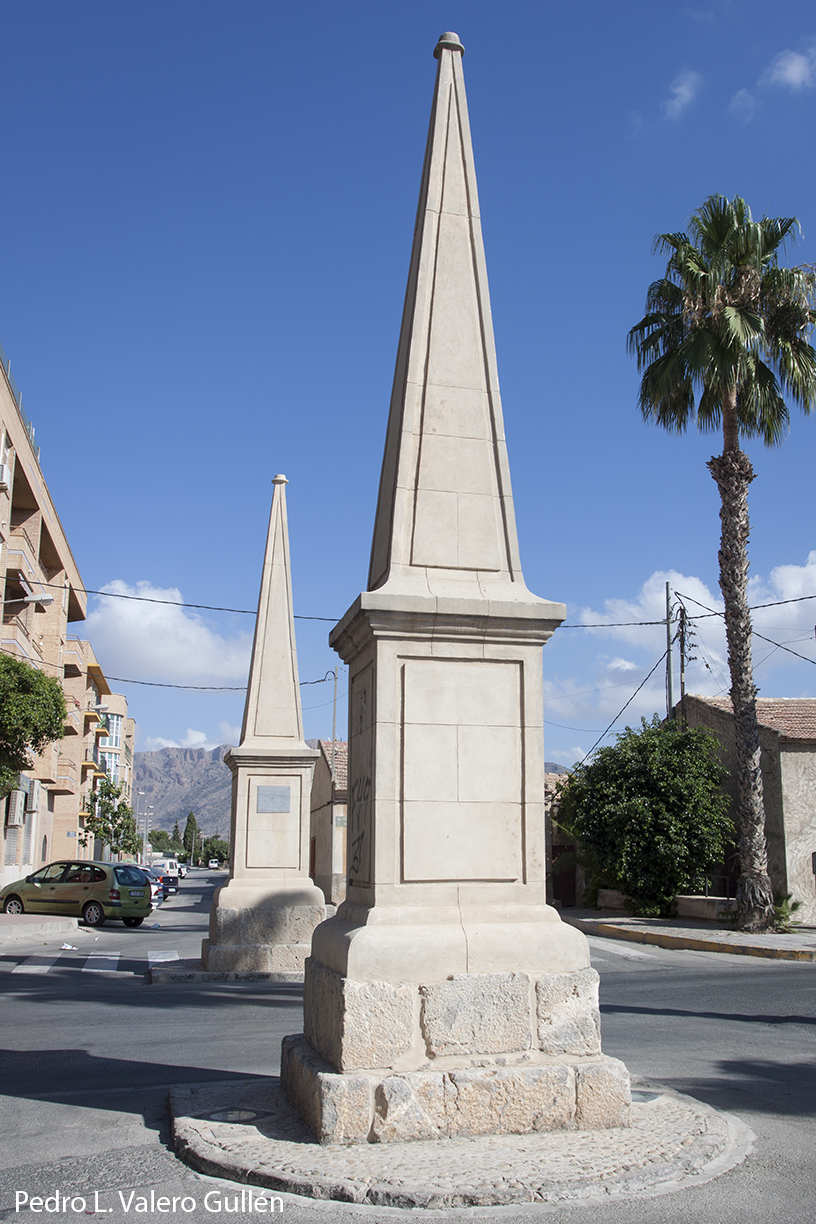
Mojones del Reino, que marca el límite entre las provincias de Murcia y Alicante.

- Iglesia Parroquial de San Bartolomé, construida en el siglo XVIII. Es de estilo barroco. Cabe mencionar que durante la Guerra Civil fue uno de los lugares que más patrimonio artístico perdió.

Civiles
- Los Mojones del Reino, popularmente conocidos como "Los Pinochos", son unos monolitos con forma de pirámide tallados en piedra caliza sobre una base cúbica. Son un monumento de carácter civil creado en el siglo XIV-XV con la finalidad de delimitar la frontera entre el antiguo Reino de Valencia y el Reino de Murcia, actualmente separan la Comunidad Valenciana de la Región de Murcia. Los monolitos han tenido que ser restaurados en varias ocasiones debido a las inclemencias del tiempo y a que se encuentran en una vía con mucho tráfico. La última vez que fueron restaurados fue en la década de los 80.

## Equipamientos culturales
- Centro social Villa de Beniel
- Teatro Pujante (fundado como cine en 1944 por Antonio Pujante)
- Centro cultural Infanta Cristina (fundado en 1992)

## Equipamientos educativos
| Provincia | Localidad | Denominación genérica                                                           | Denominación específica | Código   | Naturaleza     |
| --------- | --------- | ------------------------------------------------------------------------------- | ----------------------- | -------- | -------------- |
| Murcia    | Beniel    | Centro privado de educación infantil, primaria, secundaria y educación especial | AZALEA                  | 30010176 | Centro privado |
| Murcia    | Beniel    | Colegio de Educación Infantil y Primaria                                        | ANTONIO MONZÓN          | 30000811 | Centro público |
| Murcia    | Beniel    | Colegio de Educación Infantil y Primaria                                        | RÍO SEGURA              | 30010334 | Centro público |
| Murcia    | Beniel    | Instituto de Educación Secundaria                                               | GIL DE JUNTERÓN         | 30012860 | Centro público |

## Deportes
- Fútbol

Beniel cuenta con un equipo en el Grupo XIII de Tercera División, el Club Deportivo Beniel, club famoso en la región de Murcia. Asimismo, el club cuenta con un filial en la Liga Autonómica Aficionado (un nivel por debajo de Preferente). La EMF Beniel compite en diversos niveles, desde Juvenil a Benjamín. Existe también un equipo de fútbol femenino en Liga Nacional.
- Supercopa de Beniel

La Supercopa de Beniel es un torneo de Fútbol 7 que se realiza en el pueblo durante el mes de agosto de cada año desde 2003. Este torneo tiene una peculiaridad y es que está organizado por personas voluntarias de Beniel que ofrecen su tiempo libre para ofrecer así alternativas deportivas a la juventud del entorno.
Para saber más sobre el torneo visite su web: https://web.archive.org/web/20101206053631/http://www.supercopabeniel.es/
- Fútbol sala

No dispone de equipos masculinos.
En femenino encontramos el Beniel EFSF, con cuatro equipos: el sénior que compite en Primera División a nivel regional, el juvenil, el cadete y el infantil. Todos juegan como locales en el Pabellón Municipal.
- Baloncesto

En Primera Autonómica compite el CB Herpo Beniel, que disputa sus partidos como local en el Pabellón Municipal.

## Fiestas
- Fiestas patronales en honor de san Bartolomé, el 24 de agosto
- Fiestas de la Patrona Santísima Virgen del Rosario
- Fiesta y tradición de la Candelaria, el 2 de febrero

## Hermanamiento
- Liffré, Francia